# Urál (hegység)
Az Urál hegység (oroszul Уральские горы [Uralszkije gori]) egy eurázsiai hegylánc, amely megközelítőleg észak–déli irányban fut keresztül Nyugat-Oroszországon. Számos esetben Európa és Ázsia természetes határának tekintik, neve elsősorban emiatt közismert.

## Földrajz

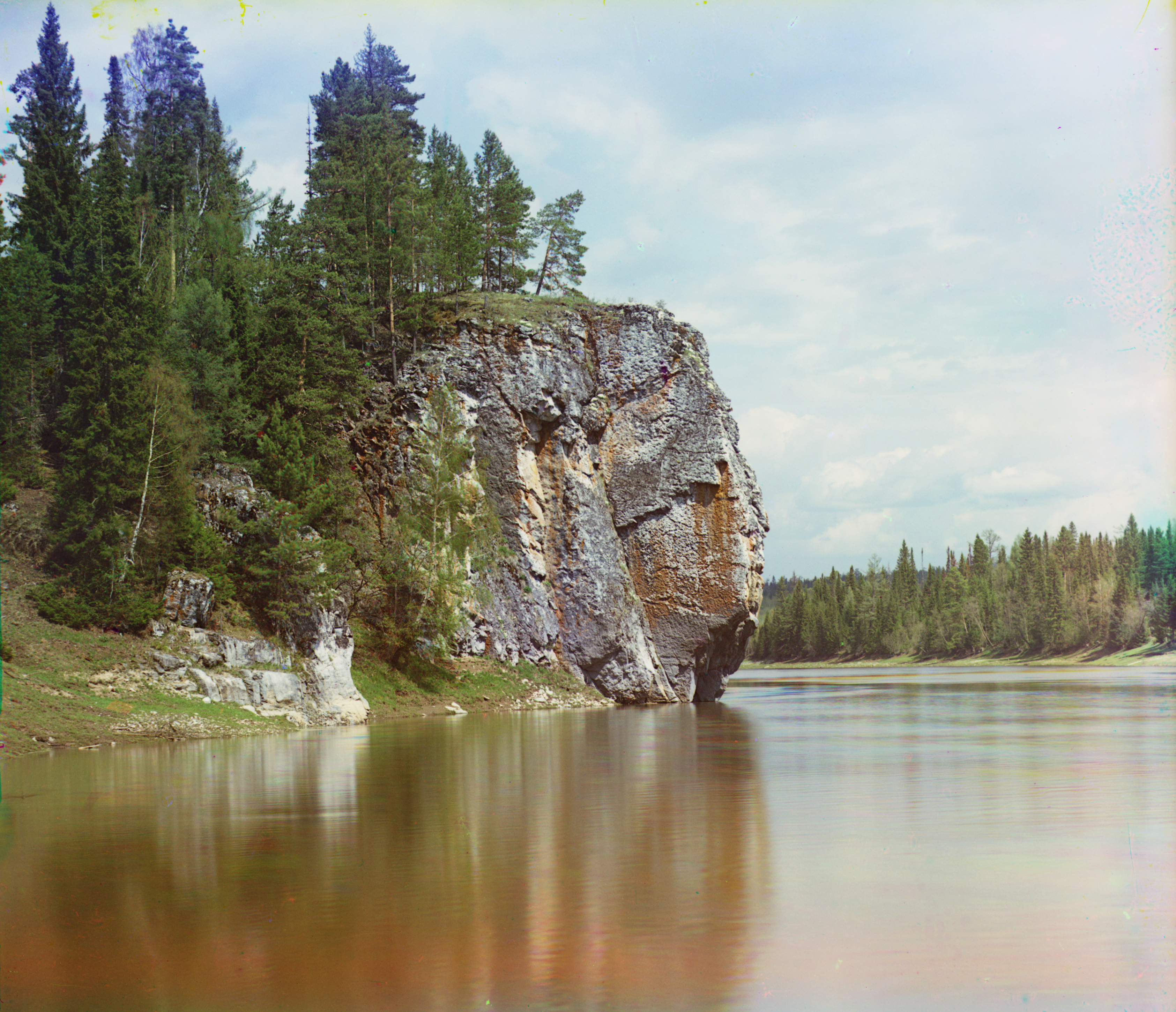
Tájkép a Középső-Urálban: a Csuszovaja folyó

Az Urál észak–déli irányban, mintegy 2500 kilométer hosszan terül el Kazahsztán északi vidéke, a kazah sztyeppék világa, valamint Eurázsia északi, jeges-tengeri partvidéke között. Szélessége 50 és 200 kilométer között váltakozik. A hegylánc folytatását északon a Novaja Zemlja sziget adja. 
A hegységet 300-400 méteres hátságok tagolják. Átlagos magassága 600 méter körül alakul. Legmagasabb csúcsa a Narodnaja, 1895 méteres tengerszint fölötti magassággal. A lánc nagyon sokféle ásványkincset rejt, köztük drágaköveket is, mint a topáz, smaragd stb. Nyugati oldalán Komiföld őserdői a világörökség részét képezik. 

### Felosztása
Az Urál szerkezetileg viszonylag egységes, de domborzati, éghajlati és más természetföldrajzi jellemzői nagyon különbözőek. E különbségek alapján a hegyláncot négy, illetve a Sarki-Urál további tagolásával öt nagy szakaszra szokták osztani:
- Sarki-Urál (Полярный Урал)
- Sarkközeli-Urál (Приполярный Урал)
- Északi-Urál (Северный Урал)
- Középső-Urál (Средний Урал)
- Déli-Urál (Южный Урал)

A hegylánc északi folytatása (elővidéke) a Paj-Hoj, déli folytatása (utóvidéke) Kazahsztánban a Mugaldzsar. Ezek nem hegy-, hanem dombvidékek, nem is tekintik őket a tulajdonképpeni Urál részének.

## Kialakulása
Az Urál-hegységet Laurencia és Fennoszarmácia ütközése hozta létre a devon második felében, amelynek során Laurázsia kialakult. A folyamatot szünetmentesen követte a Variszkuszi-hegységrendszer kiemelkedése, amelyben Laurázsia Gondwanával ütközve létrehozta a Pangeát.
A perm (amely éppen az uráli térségben fekvő Permről kapta a nevét) folyamán a térszín megsüllyedt és a tengerszint megemelkedett, így az Urálban számos apró tengeröböl alakult ki, amelyek a lassú süllyedés és a bizonytalan, gyakran elzáruló tengeri kapcsolatok miatt gazdag sótelepeket és más evaporitokat hoztak létre.